# El morahekate
El morahekate é um filme de drama egípcio de 1961 dirigido e escrito por Ahmed Diaa Eddine. Foi selecionado como representante do Egito à edição do Oscar 1962, organizada pela Academia de Artes e Ciências Cinematográficas.

## Elenco
- Rushdy Abaza - Issam
- Magda Kamel - Nada